# 弗兰克·库德尔卡
弗兰克·卡尔·库德尔卡（英語：Frank Carl Kudelka，1925年6月25日—1993年5月4日），美国NBA联盟前职业篮球运动员。